# Ameca splendens
Ameca splendens és una espècie de peix de la família dels goodèids i de l'ordre dels ciprinodontiformes.

## Morfologia
- Els mascles poden assolir 8 cm de longitud total i les femelles 12.[2][3]

## Hàbitat
És un peix d'aigua dolça, de clima tropical i demersal.

## Distribució geogràfica
Es trobava a Jalisco (Mèxic).

## Ús comercial
És criat amb finalitats comercials a Florida (Estats Units).

## Observacions
És inofensiu per als humans.

## Estat de conservació
És extint en el seu hàbitat natural.